# 高茶藨子
高茶藨子（学名：Ribes altissimum）为虎耳草科茶藨子属下的一个种。

## 扩展阅读
- 維基物種上的相關：高茶藨子